# نقالة

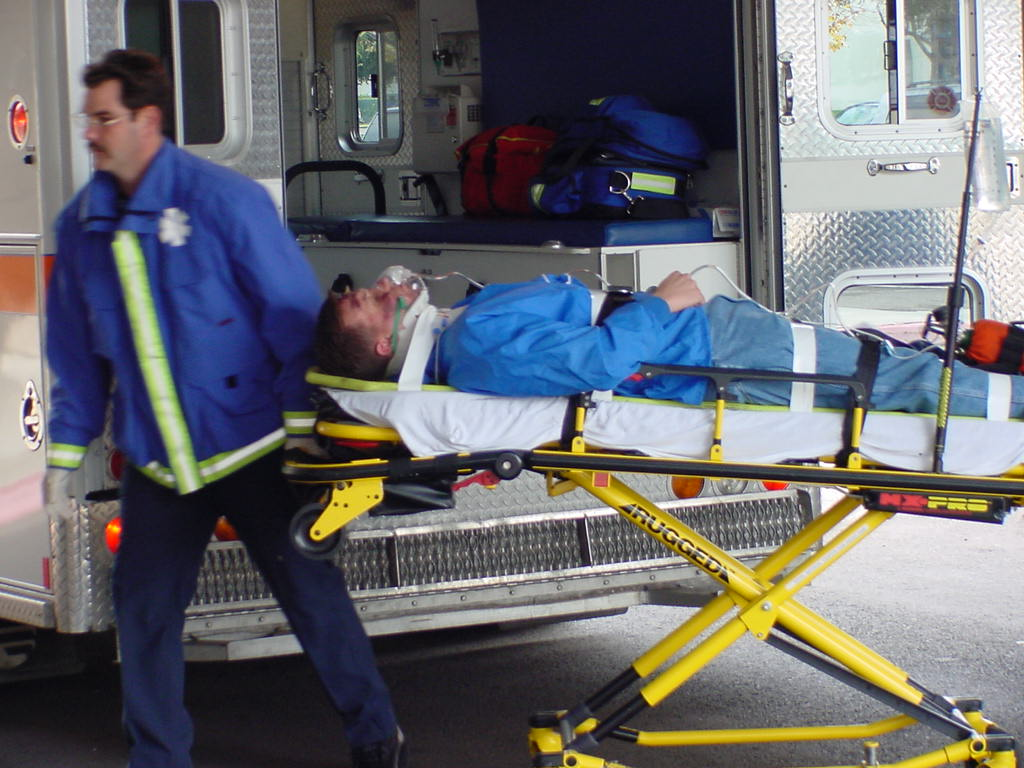
مسعف يستخدم نقالة في عام 2001..

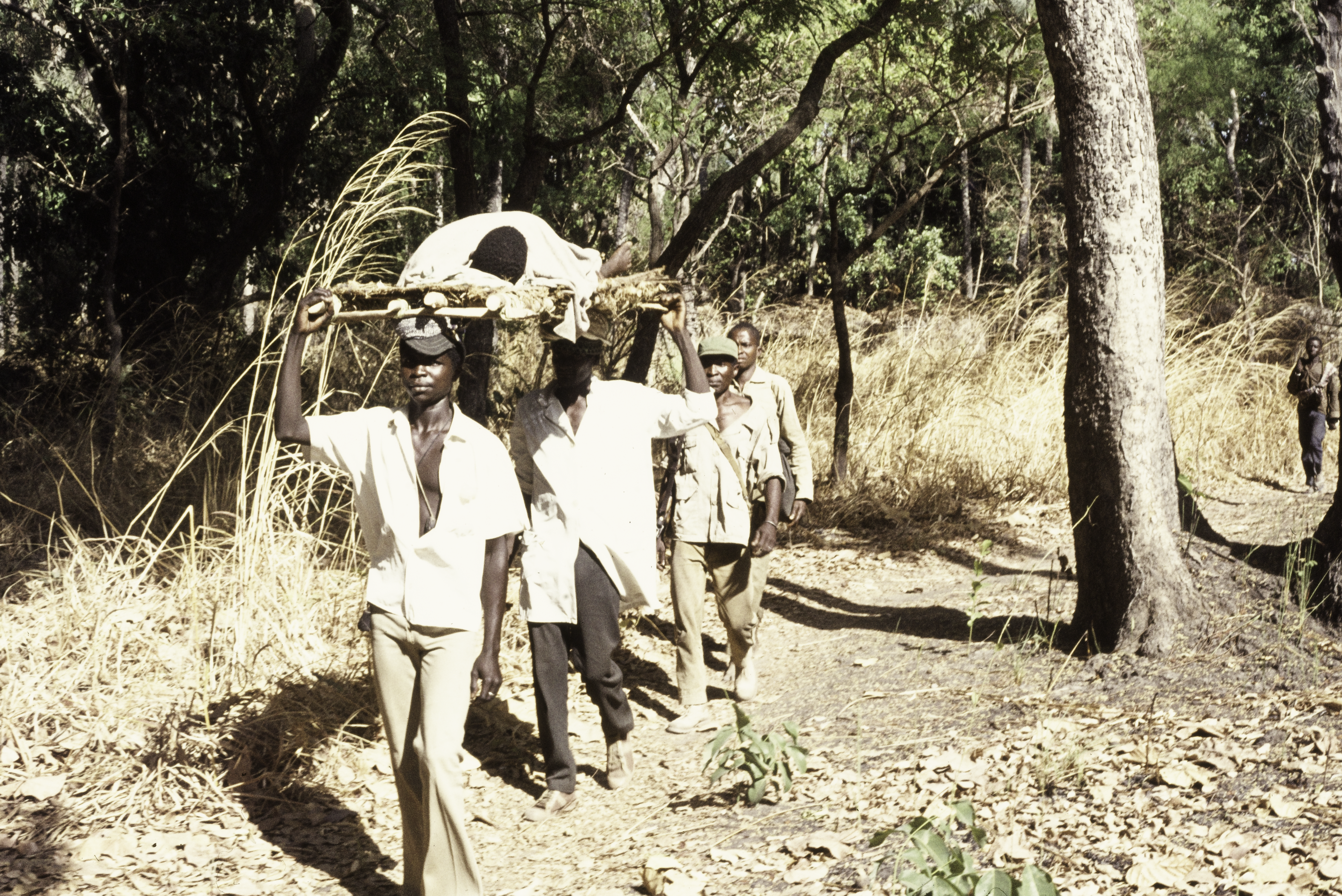
حرس مسلح يحمل الجرحى إلى الحدود السنغالية، غينيا بيساو، 1974.

النقّالة أو الحمّالة أو المَحْمِل هي معدة تستخدم لنقل المرضى الذين يحتاجون إلى رعاية طبية. وهناك نوع أساسي (سرير أو حاملة) يجب أن يتم حمله من قبل شخصين أو أكثر. في كثير من الأحيان تكون النقالة ذات العجلات (المعروفة باسم نقالة، عربة، أو سرير) مجهزة بإطارات، وعجلات، ومسارات، أو مزلاجات متغيرة الارتفاع. في الإنجليزية الأمريكية، يشار إلى النقالة ذات العجلات باسم (gurney) و تعنى «نقالة». الاسم يأتي من سيارة الأجرة التي تجرها الخيول التي تم اختراعها في الولايات المتحدة الأمريكية من قبل جى. تيودور غرني في عام 1883 والتي تحمل تشابها مع النقالات البدائية.
وتستخدم في المقام الأول النقالات في حالات الرعاية الدقيقة خارج المستشفى من قبل الخدمات الطبية الطارئة (EMS)، والعسكرية، والبحث والإنقاذ. في الطب الشرعي الذراع اليمنى للجسد تترك معلقة خارج النقالة للسماح للمسعفين بمعرفة أنه ليس مريض جريح. كما أنها تستخدم لاحتجاز السجناء أثناء الحقن القاتلة في الولايات المتحدة.

## التاريخ

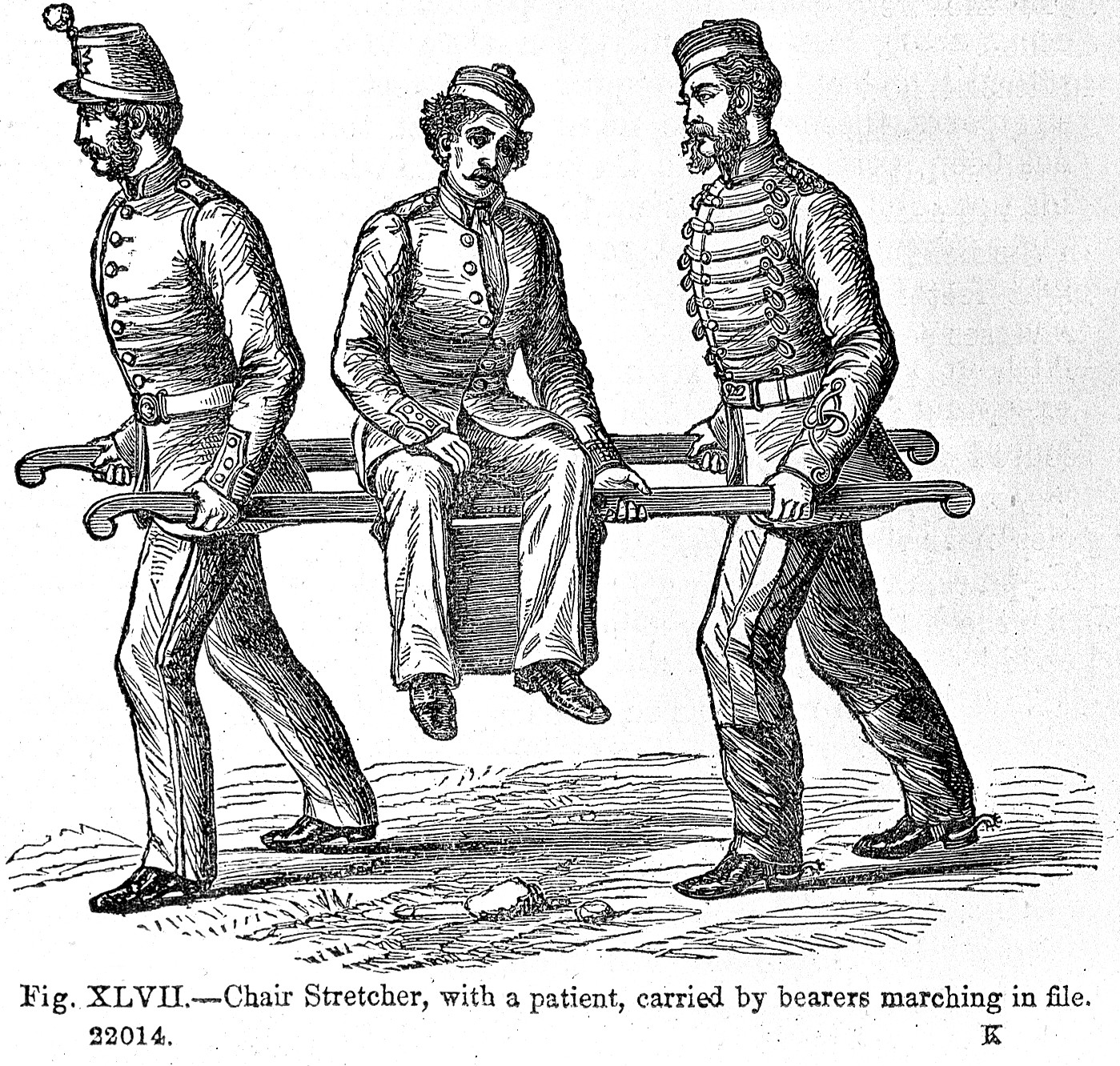
مثال على نقالة الكرسي، "على نقل القوات المرضى والجرحى"،, 1868.

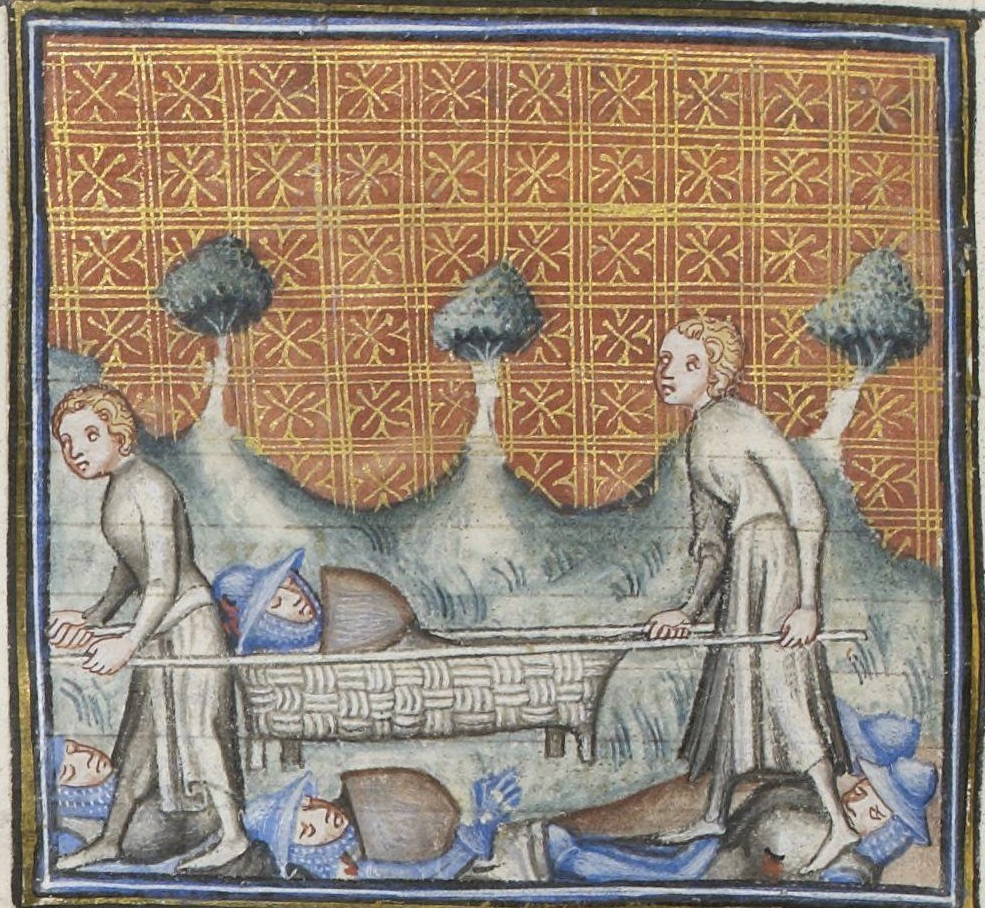
فارس جريح محمول على نقالة في القرون الوسطى، مخطوطى تعود إلى قرابة 1380م.

النقالة الأولى، من المحتمل أنها كانت من حصيرة وإطار، في مخطوطة من قرابة عام 1380. كانت النقالات البسيطة معروفة بين الجيوش بالتحديد خلال منتصف القرن الـ20.

## التصنيف

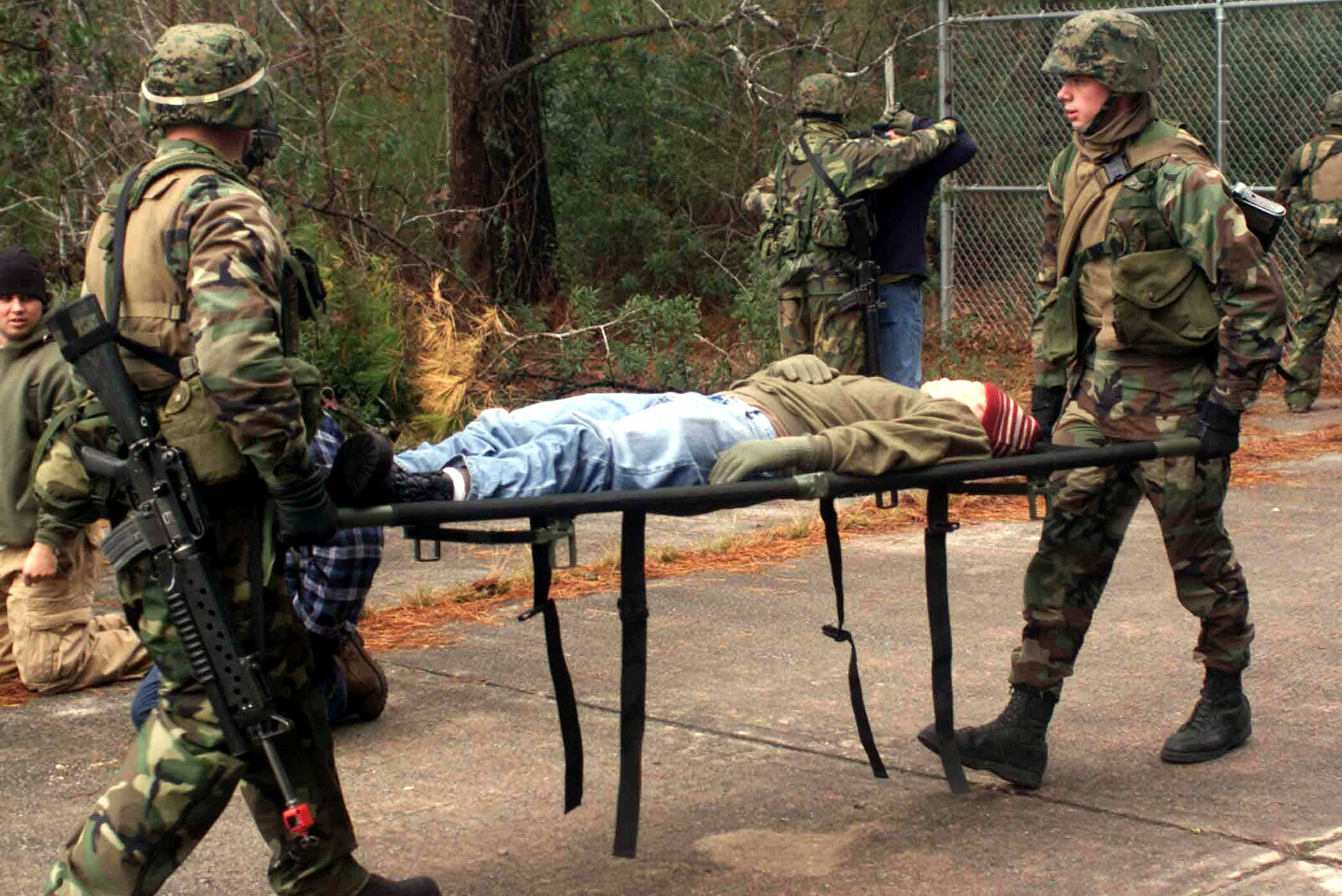
نقالة بسيطة تستخدم من قبل مشاة البحرية الأمريكية في بيئة التدريب في ديسمبر كانون الاول عام 2003.

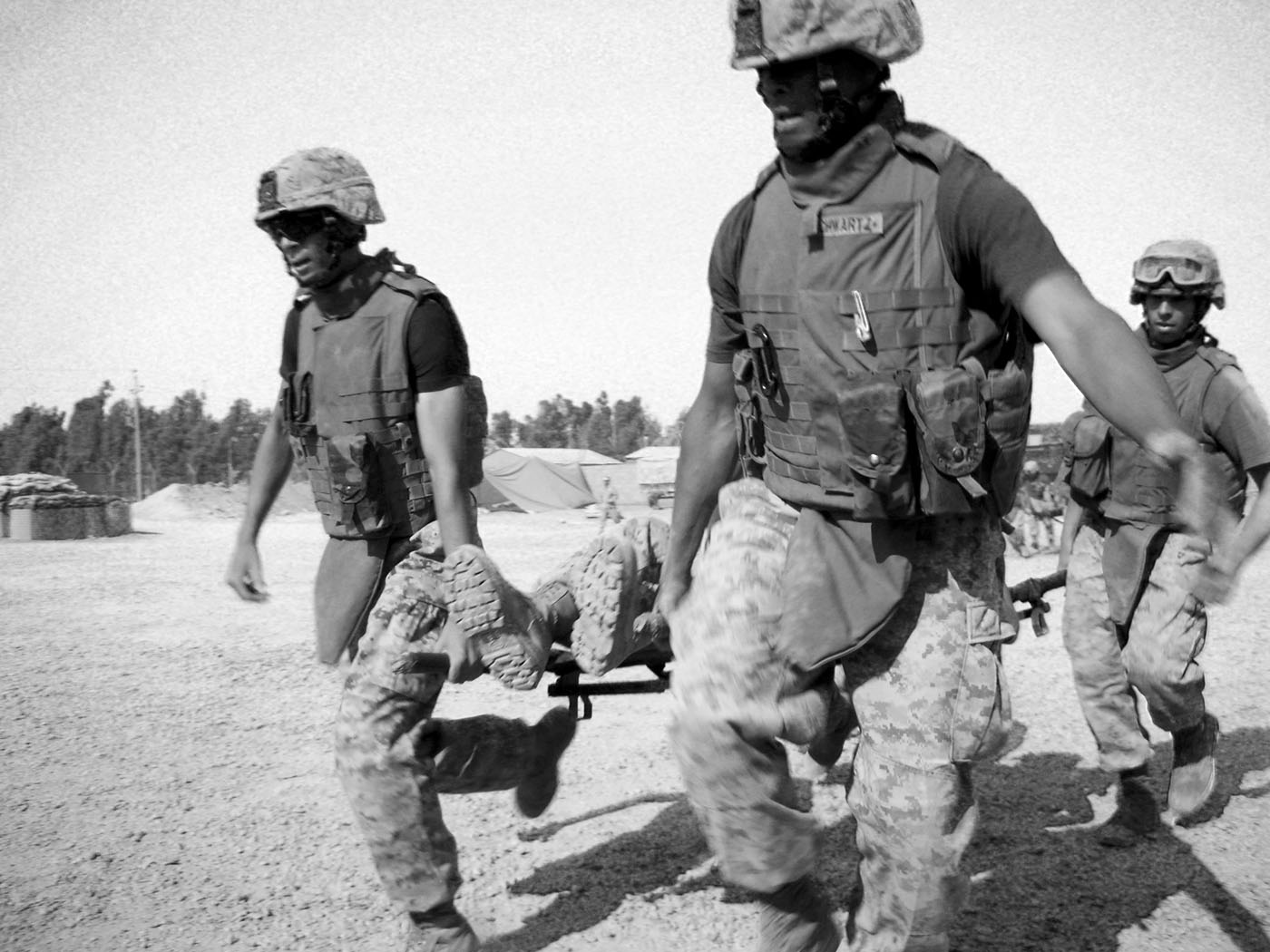
مشاة البحرية الاميركية تنقل مريض لم يتم إسعافه عبر الحاملة، خارج الفلوجة، العراق في عام 2006

نقالات (EMS) المستخدمة في سيارات الإسعاف لديها عجلات لكى تسهل من الحركة على الرصيف، ولها قفل داخل سيارة الإسعاف وأشرطة لتأمين المريض أثناء النقل. وسير أساسي لأقفال النقالة على مزلاج ممتد داخل سيارة الإسعاف من أجل منع الحركة أثناء النقل. قد يكون للنقالات الحديثة أيضا بطارية هيدروليكية تعمل بالطاقة لرفع وخفض الساقين تلقائيا. هذا يخفف من عبء العمل على موظفي (EMS)، الذين هم إحصائيا في خطر كبير من إصابة في الظهر من الرفع والتنزيل المتكرر للمرضى. النقالات المتخصصة لعلاج البدانة متوفرة أيضا، والتي تتميز بإطار أوسع وقدرة أعلى لحمل الوزن للمرضى الأثقل. وعادة ما تكون النقالات مغطاة بورقة أو لفيفة يمكن التخلص منها، ويتم تنظيفها بعد كل استعمال لمنع انتشار العدوى. كما تشمل الرفوف، والسنانير وأعمدة للمعدات الطبية والأدوية عن طريق الوريد في كثير من الأحيان.
النقالات القياسية لديها عدة تعديلات. السرير يمكن أن يرفع أو يخفض لتسهيل نقل المرضى. يمكن رفع مقدمة النقالة بحيث يكون المريض في وضعية الجلوس (مهم خصوصا لحالات ضيق التنفس) أو يخفض في وضع مستوي من أجل أداء الإنعاش القلبي، أو للمرضى الذين يشتبه معانتهم من إصابة في العمود الفقري الذي يجب أن يتم نقلها على لوح العمود الفقري . يمكن رفع القدمين إلى ما يسمى بوضعية ترندلينبورغ، خصيصا للمرضى في حالات الصدمة.
وقد بدأت بعض الشركات المصنعة لتقديم الأجهزة الهجينة التي تجمع بين وظائف نقالة، وكرسي متحرك، وعلاج أو طاولة إجرائية في جهاز واحد.

### النقالات الأساسية

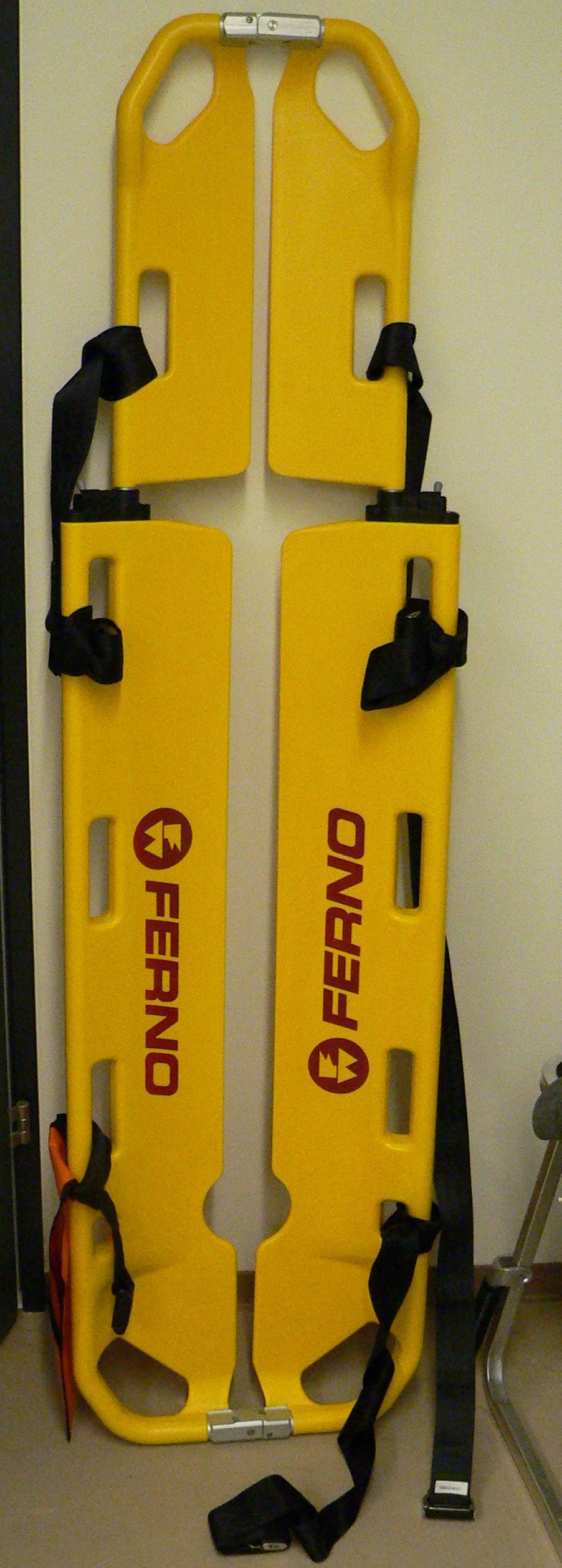
نقالة المغرفة

- النقالات البسيطة هي النوع الأكثر بدائية. فهي خفيفة الوزن ويمكن حملها، مصنوعة من قماش أو مواد تركيبية أخرى معلقة بين قطبين أو هيكل انبوبي من الألومنيوم. يتم تخزين الكثير منها لحالات الكوارث وغالبا ما تكون معدات عسكرية سابقة.
- النقالة القابلة للطي، والمعروف أيضا بالطابق العلوي أو نقالة قابلة للطي، مشابهة في التصميم للنقالة البسيطة، ولكن تزيد أن بها واحدة أو أكثر من النقاط المفصلية للسماح للنقالة إلى أن تنضغط إلى شكل أكثر إحكاما لتسهيل التعامل أو التخزين . حتى بعض النماذج قد يسمح للمريض أن يجلس منتصبا في وضعية فاولر أو شبه فاولر.
- تستخدم نقالة المغرفة لرفع المرضى، على سبيل المثال من الأرض إلى نقالة الإسعاف أو على لوح العمود الفقري. طرفي النقالة يمكن فصلهما عن بعضهما البعض، وتقسم النقالة إلى نصفين طوليا. لحمل المريض، واحدا أو كلا طرفي النقالة يتم فصله، النصفين يتم وضعهم تحت المريض من أي من الجانبين وتثبيتهما معا مرة أخرى. في حالة المرضى الذين يعانون من السمنة المفرطة، يمكن أن يتم ضغط ظهر المريض بالخطأ عند إغلاق النقالة، لذلك يجب أن يتم الحرص على عدم إيذاءهم عند تنفيذ هذا الإجراء.
- والحاملة، والمعروفة أيضا باسم سلة الإنقاذ أو سلة ستوكس، تم تصميمها ليتم استخدامها عند وجود عقبات أمام الحركة أو غيرها من المخاطر: على سبيل المثال، في الأماكن الضيقة، على المنحدرات، في التضاريس المشجرة. وعادة ما يصمم شكلها لاستيعاب الكبار في وضع (الوجه لأعلى) ويتم استخدامها في عمليات البحث والإنقاذ. ويتم ربط الشخص في سلة، مما يجعل الإخلاء الآمن ممكن. والحاملة لديها جانبين مرتفعين، وغالبا ما تتضمن غطاء للرأس/الجذع قابل للإزالة لحماية المرضى. بعد تأمين شخص في الحاملة، يمكن جرها بالعجلات، أو حملها باليد، أو شحنها على مركبة، سحبها وراء الزلاجات على الثلج، أو وراء حصان، رفعها أو خفضها على الحبال من زاوية عالية أو رفعها بطائرة هليكوبتر.
- كم ريفز(SKED)، أو «النقالة المرنة» هي نقالة مرنة في كثير من الأحيان يتم تثبيتها طوليا بواسطة ألواح خشبية أو بلاستيكية. هي نوع من القماش المشمع مع مقابض. وتستخدم في المقام الأول لنقل المريض من خلال الأماكن الضيقة، على سبيل المثال، رواق ضيق، أو لرفع مرضى يعانون من السمنة المفرطة. نقالات ريفز لديها ستة مقابض اليد، مما يسمح لرجال الانقاذات المتعددة للمساعدة على الخروج.[8]
- تم تصميم لوحة (WauK) أيضا للاستخدام في المساحات الصغيرة. يتم تأمين المريض حيث يربط في الوح باستخدام الأشرطة. لديها اثنتين من العجلات ومسند للقدمين قابل للطي في نهاية واحدة، مما يسمح للمريض أن يتم نقله من قبل شخص واحد، مثل شاحنة نقل البضائع. ويمكن أن تستخدم أيضا في مجموعة متنوعة من الزوايا، مما يزيد من سهولة اجتياز العقبات، مثل السلالم الضيقة.[9]

### النقالات ذات العجلات
لسيارات الإسعاف، النقالة ذات العجلات القابلة للطي، أو النقالة المتحركة، هي نوع من النقالات على إطار ذو عجلات متغير الارتفاع. عادة، يكون سير أساسي لأقفال النقالة على مزلاج ممتد داخل سيارة الإسعاف من أجل منع الحركة أثناء النقل. وعادة ما يتم تغطيته بورقة يمكن التخلص منها وتنظيفها بعد كل مريض من أجل منع انتشار العدوى. غرضها الأساسي هو تسهيل تحريك المريض والورقة على سرير أو طاولة ثابتة عند وصوله إلى قسم الطوارئ. قد يحتوى كلا النوعين على أشرطة لتأمين المريض.

### أنواع أخرى من النقالات
- نقالة نيمير كانت نوع من النقالات التي استخدمها الجيش الفرنسي خلال الحرب العالمية الأولى. كان يوضع المصاب على ظهره، ولكن في «وضع الجلوس»، (أي كان الفخذان عموديين على البطن ). وهكذا، كانت النقالة أقصر، ويمكن أن تلتف في الخنادق. ونادرا ما نجد هذا النوع من النقالات في يومنا هذا.